# Not of This Earth (álbum)
| Críticas profissionais | Críticas profissionais |
| Avaliações da crítica  | Avaliações da crítica  |
| Fonte                  | Avaliação              |
| ---------------------- | ---------------------- |
| Allmusic               | [ 1 ]                  |

Not of This Earth é o primeiro álbum completo do guitarrista de rock instrumental Joe Satriani. Foi lançado em 1986.
Um dos destaques do álbum é a canção "The Enigmatic", que é inteiramente tocada com a chamada "Escala Enigmática" - daí o nome da canção.
Foi eleito pela revista Guitar World como o 17o melhor álbum dos anos 80.

## O Álbum
Na edição de 20 de maio de 1988, o jornal Sun Sentinel fez o seguinte comentário: "Satriani decidiu gravar um álbum solo, mas sua confiança era mais substancial do que o seu talão de cheques. Seu primeiro álbum, Not of This Earth, foi gravado no início de 1985 com um gasto de pouco mais de US$ 7.000 - o limite de crédito em seu MasterCard novo."

### Faixas do CD
Todas composições são de Joe Satriani, exceto 'Memories' que foi composta por John Cuniberti e Joe Satriani.
| N.º            | Título                  | Compositor(es)                | Duração |  |
| 1.             | "Not of This Earth"     | Joe Satriani                  | 4:04    |  |
| 2.             | "The Snake"             | Joe Satriani                  | 4:43    |  |
| 3.             | "Rubina"                | Joe Satriani                  | 5:56    |  |
| 4.             | "Memories"              | Joe Satriani e John Cuniberti | 4:06    |  |
| 5.             | "Brother John"          | Joe Satriani                  | 2:10    |  |
| 6.             | "The Enigmatic"         | Joe Satriani                  | 3:26    |  |
| 7.             | "Driving at Night"      | Joe Satriani                  | 3:33    |  |
| 8.             | "Hordes of Locusts"     | Joe Satriani                  | 4:59    |  |
| 9.             | "New Day"               | Joe Satriani                  | 3:52    |  |
| 10.            | "The Headless Horseman" | Joe Satriani                  | 1:53    |  |
| Duração total: | Duração total:          | Duração total:                | 38:42   |  |

## Créditos
- Joe Satriani – guitarras, teclados, percussão, baixo, produção
- John Cuniberti – vocais (faixa 10), percussão, produção e engenharia musical, mixagem
- Jeff Campitelli – baterias, percussão, DX, assovio
- Bernie Grundman – masterização